# Herbrechtingen
Herbrechtingen (phát âm tiếng Đức: [ˈhɛʁ.bʁɛç.tɪŋən] ⓘ) là một thị trấn thuộc huyện Heidenheim, bang Baden-Württemberg, miền nam nước Đức. Nơi đây nằm bờ sông Brenz, cách Heidenheim 7 km về phía nam và cách Ulm 28 km về phía đông bắc.

## Điạ phương kết nghĩa
Herbrechtingen kết nghĩa với:
- Mošnov, Cộng hòa Séc (1977)
- Karavukovo, Serbia (1984)
- Horná Štubňa, Slovakia (1986)
- Biatorbágy, Hungary (1989)